# Tomas Ledin

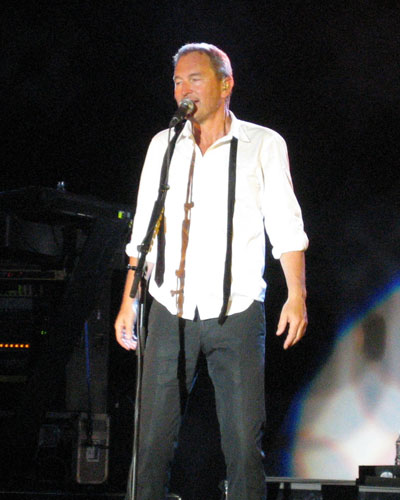
Tomas Ledin em 2006.

Tomas Ledin é um músico, guitarrista e cantor sueco. Ledin nasceu a 25 de Fevereiro de 1952 em Sandviken no condado de Gävlesborg. A sua carreira como cantor iniciou-se na década de 1970 quando quando atingiu o top 10 da Suécia com vários êxitos como Sommaren är kort. Iniciou a sua carreira gravando discos para a Polar Music. O seu primeiro disco para essa empresa foi Not bad at all .Participou no Festival Eurovisão da Canção (1980) com a canção Just nu! (Agora mesmo) uma canção tipo rock que obteve o 10º lugar com 47 pontos. Esta canção foi um sucesso na Suécia e nos restantes países escandinavos. Em 1982 gravou em dueto com Agnetha Fältskog o disco Never again que foi um sucesso na Europa e na América Latina.
Tomas juntou-se aos ABBA numa série de concertos realizados no Japão.
No final da década de 1970 tornou-se namorado de Marie Anderson, filha do empresário dos ABBA Stig Anderson, tendo-se casado com ela em 1983.

## Discografia
- 1972 - Restless mind
- 1973 - Hjärtats rytm
- 1975 - Knivhuggarrock
- 1976 - Bajs
- 1977 - Tomas Ledin
- 1978 - Fasten seatbelts
- 1978 - Tagen på bar gärning (live álbum)
- 1979 - Ut på stan
- 1980 - Looking for a good time
- 1982 - Gränslös
- 1982 - The Human touch
- 1982 - Sommaren är kort
- 1983 - Captured
- 1985 - En galen kväll (live álbum)
- 1988 - Down on the Pleasure Avenue
- 1990 - Ett samlingsalbum
- 1990 - Tillfälligheternas spel
- 1993 - Du kan lita på mig
- 1996 - T
- 1997 - Sånger att älska till
- 2000 - Vuodet 1972 – 2000
- 2000 - Djävulen & ängeln
- 2001 - Festen har börjat (samlingsalbum)
- 2002 - Hela vägen
- 2003 - I sommarnattens ljus
- 2003 - Ledin: Just då! (DVD)
- 2004 - Med vidöppna fönster
- 2006 - Plektrum

## Filmografia
- 1973 Snövit och de sju små dvärgarna (1973) (TV) .... Hakvin Spegel, cantor
- 1974 - Vita nejlikan eller Den barmhärtige sybariten
- 1996 Stereo  série televisiva, convidado
- 2007 Leende guldbruna ögon, minissérie televisiva